# John Travers (Komponist)
John Travers (* um 1703 in Windsor; † Juni 1758) war ein englischer Komponist, Organist und Musik-Kopist der späten Barockzeit.

## Leben und Wirken
John Travers war der Sohn des Schuhmachers Joseph Travers in Windsor. Zunächst war er Chorsänger an der St. Georges Chapel in seiner Heimatstadt. Im Jahr 1719 kam er in die Lehre von Maurice Greene und kopierte zwischen 1722 und 1728 viele Werke dieses Komponisten. Gegen Ende dieser Tätigkeit wurde Travers ein enger Freund des Komponisten Johann Christoph Pepusch, von dem er offenbar das lebhafte Interesse für alte Musik übernahm. Am 24. November 1726 bekam er nach der Unterstützung des Duke of Bedford das Amt des Organisten an der Londoner Kirche St. Paul’s Covent Garden und später an der Fulham Parish Church. In den Subskriptionslisten zu Händels Oper Admeto (1727) wird er beschrieben als Sub-Organist an der St Paul’s Cathedral, einer Position, die es offiziell gar nicht gab. Am 10. Mai 1737 folgte er Jonathan Martin (um 1715–1737) als einem der Organisten der Chapel Royal nach (zusammen mit Maurice Greene), also kurz nachdem er das Fulhamer Amt aufgegeben hatte. Im Mai 1739 war er einer der Ersten, die sich dem Fundus für die Unterstützung der Familien verstorbener Musiker anschloss – später hieß diese Einrichtung Royal Society of Musicians. Von seinem späteren Leben ist nicht viel bekannt, nur dass er die enge Freundschaft mit Pepusch fortsetzte, welcher ihm testamentarisch seine Bibliothek und gewisse persönliche Dinge vermachte.
Während der 1730er und 1740er Jahre war Travers erheblich in die Aktivitäten der Academy of Ancient Music eingebunden, für die er nicht nur Musik komponierte, sondern auch einen großen Teil des Repertoires des 15. und 16. Jahrhunderts kopierte, zu welchem auch Teile des Eton Choirbook gehörten. Nach Travers Wunsch wurde all dies später seinem Schüler Thomas Barrow überlassen; dieser war von 1746 bis zu seinem Tod 1789 Hauptkopist der Chapel Royal. Auch William Jackson (1730–1803) war für kurze Zeit Schüler von John Travers. Nach Travers’ Tod folgte ihm William Boyce als Organist an der Chapel Royal nach.

## Bedeutung
Musikhistorisch bekannt ist John Travers hauptsächlich als Organist der Chapel Royal (21 Jahre lang), außerdem durch seine Freundschaft mit Pepusch und Miterbe von dessen Bibliothek sowie als Noten-Kopist. Als Komponist war er ein solider Handwerker, dem auch die Lösung von etwas kniffligen musikalisch-technischen Problemen Spaß machte, wie seine zwölf Kanons über das Miserere bezeugen, auch gewisse kontrapunktische Stücke, von denen einige streng modal gehalten waren. Die meisten Werke seiner Musik waren von schlichter Art, manches davon von melodischem Reiz und deshalb populär. Insbesondere seine Canzonets waren von lieblicher Anmut, und einige seiner Anthems waren hoch geschätzt, oft kopiert und in Anthologien aufgenommen worden. Sein Service in F, der nur geringe Anforderungen an Sänger und Hörer stellte, war für lange Zeit ein bevorzugtes Stück der anglikanischen Kathedralchöre, so auch das Strophenlied „Ascribe unto the Lord“, das noch heute gelegentlich aufgeführt wird. Insgesamt stand Travers als Anthem-Komponist aber mehr im Schatten von Maurice Greene und William Boyce.

## Werke
- Ode for the Birthday of the Princess of Wales, 1743
- Eighteen Canzonets für 2–4 Singstimmen, London um 1745, hrsg. von E. Rubin, Middleton / Wisconsin 2005
- The Whole Book of Psalms für 1–5 Singstimmen und Cembalo, London um 1746–1750
- 12 Voluntaries für Orgel oder Cembalo, London 1769; Nr. 2 in: G. Phillips (Hrsg.), English Organ Music of the Eighteenth Century, London 1973
- 2 Anthems und Te Deum, in: S. Arnold (Hrsg.), Cathedral Music, London 1790
- 1 Anthem, in: J. Page (Hrsg.), Harmonia sacra, London 1800
- 20 weitere Anthems
- Werke für die Academy of Ancient Music.